# 柏峰游氏祠堂
柏峰游氏祠堂，是位于中国福建省宁德市柘荣县黄柏乡上黄柏村西北侧的一个清代古建筑，2007年7月入选第七批柘荣县文物保护单位。
柏峰游氏祠堂是柘荣地区游姓氏族的祖祠。始建于明朝宣德元年（1426年），清朝康熙三十四年至三十七年（1695年—1698年）间重建。建筑占地面积293平方米，坐北向南，有门楼、天井、左右廊房和正厅等结构。正厅面阔三间，进深五间，硬山顶穿斗式减柱造木构架，大门外存有夹杆石。两岸四地均有当地游姓的分支。